# エアロアシスタント
エアロアシスタント（aero assistant）とは、株式会社東部から販売されていた電動アシスト自転車。
回生充電機能を搭載したエアロアシスタントは、下り坂などの惰性走行時に、タイヤの回転力を利用して発電、バッテリーを充電する仕組みを採用している。

## 概要
1998年より明電舎が開発中だった電動アシスト自転車用の新モーターを使用した新型電動アシスト自転車の開発の打診を受け、5年の歳月を掛けて完成した。
当初の開発思想としてはロードレーサー型やミニベロ型を目指していたが、顧客や販売店の意見・要望に応える形で乗降が容易な低いフレームサイズやオプションでチェーンケース装備可能な仕様にするなどの開発を行い、老若男女が利用出来る現在のラインナップとなった。

## ラインナップ
出典: 公式ラインナップ
- エアロアシスタント angee
- エアロアシスタント Arex
- エアロアシスタント 206
- エアロアシスタント 207

## プロジェクト関連企業
出典: 公式リンク
- 開発・製造・販売元 - 東部
- モーター製造元 - 中央物産
- モーター開発元 - 明電エコドライブ
- 製品プロモーション・企画・デザイン - プール